# Labidocera trispinosa
Labidocera trispinosa is een eenoogkreeftjessoort uit de familie van de Pontellidae. De wetenschappelijke naam van de soort is voor het eerst geldig gepubliceerd in 1905 door Esterly.